# Pristomyrmex africanus
Pristomyrmex africanus é uma espécie de formiga do gênero Pristomyrmex, pertencente à subfamília Myrmicinae.